# アリラン5号
アリラン5号（아리랑 5호）、またはKOMPSAT-5（Korea Multipurpose Satellite-5）は、韓国の多目的実用衛星。韓国航空宇宙研究院（KARI）がタレス・アレーニア・スペース社の技術支援を基に開発した地球観測衛星で、2013年8月22日にロシア・ウクライナ・カザフスタン合弁のドニエプルロケットで打上げられた。

## 概要
アリラン5号は韓国初の合成開口レーダー（SAR）を搭載したレーダー衛星であり、光学衛星であるアリラン2号では観測できない夜間や悪天候下でも撮影画像を取得することが出来る。なおアリラン4号は、韓国では忌み数ということで欠番になっており、3号の次は5号となった。
KOMPSAT-5計画は2005年7月1日に開始され、2006年3月16日にアルカテル・アレニア・スペース社(現在のタレス・アレーニア・スペース社)は、韓国航空宇宙研究院（KARI）に対し、KOMPSAT-5に搭載するSARを提供する契約を締結したことを発表した。同社はプライム・コントラクターとして、レーダーが伝送するデータを収集・記録し、地上局に送信するためのデータ・リンク・サブシステムとXバンド・マルチモード・イメージ用のSARを提供する。さらに、地上局向けSAR画像処理プロセッサの他、較正アルゴリズムおよび装置も提供する。解像度は最高1mで、他に3m、20mの解像度を選択できる。
アリラン5号は高さ4メートル、直径2.6メートル、重さ1.4トン、開発費用は2400億ウォン。運用寿命はおよそ5年。衛星バスには、アリラン2号で開発したものをベースにした。

## 打上げ
2006年の段階では衛星の打ち上げを2008年末に、軌道上試験を2009年上半期中に完了する予定であったが、衛星の開発が完了したのは2011年4月であった。当初は2011年6月にヤスニー発射基地からドニエプルロケットで打ち上げる予定だったが、先に打ち上げる衛星の打ち上げが遅延していたため同年8月、続いて9月に延期され、さらにロケットを提供するロシア国防省が、打ち上げサービスを行うISCコスモトラス社（ロシア・ウクライナ・カザフスタン合弁企業）に打ち上げのための追加費用を求めて紛糾するトラブルで、同年11月、続いて12月中旬以降に延期された。2012年に入ってもこのトラブルは解決されず、打ち上げは2013年以降に延期された。
最終的に、2013年8月22日20時39分（現地時間）頃、先述のISCコスモトラス社がヤスニ発射場からドニエプルロケットで打ち上げを行い、高度550kmの太陽同期軌道への投入に成功した。